# Andorra en los Juegos Olímpicos de Nagano 1998
Andorra estuvo representada en los Juegos Olímpicos de Nagano 1998 por un total de 3 deportistas que compitieron en esquí alpino.
El portador de la bandera en la ceremonia de apertura fue el esquiador Víctor Gómez. El equipo olímpico andorrano no obtuvo ninguna medalla en estos Juegos.